# Parada Río Salado
Río Salado es una parada ferroviaria ubicada en la localidad de Villanueva, en el partido de General Paz, Provincia de Buenos Aires, Argentina, en cercanías del río homónimo.

## Servicios
Es una estación intermedia del ramal entre Altamirano y Las Flores.
No presta servicios de pasajeros.
Sus vías están concesionadas a la empresa privada de cargas Ferrosur Roca. Sin embargo, el último tren que corrió por este ramal fue en 2005.